# 近藤勇陣屋跡

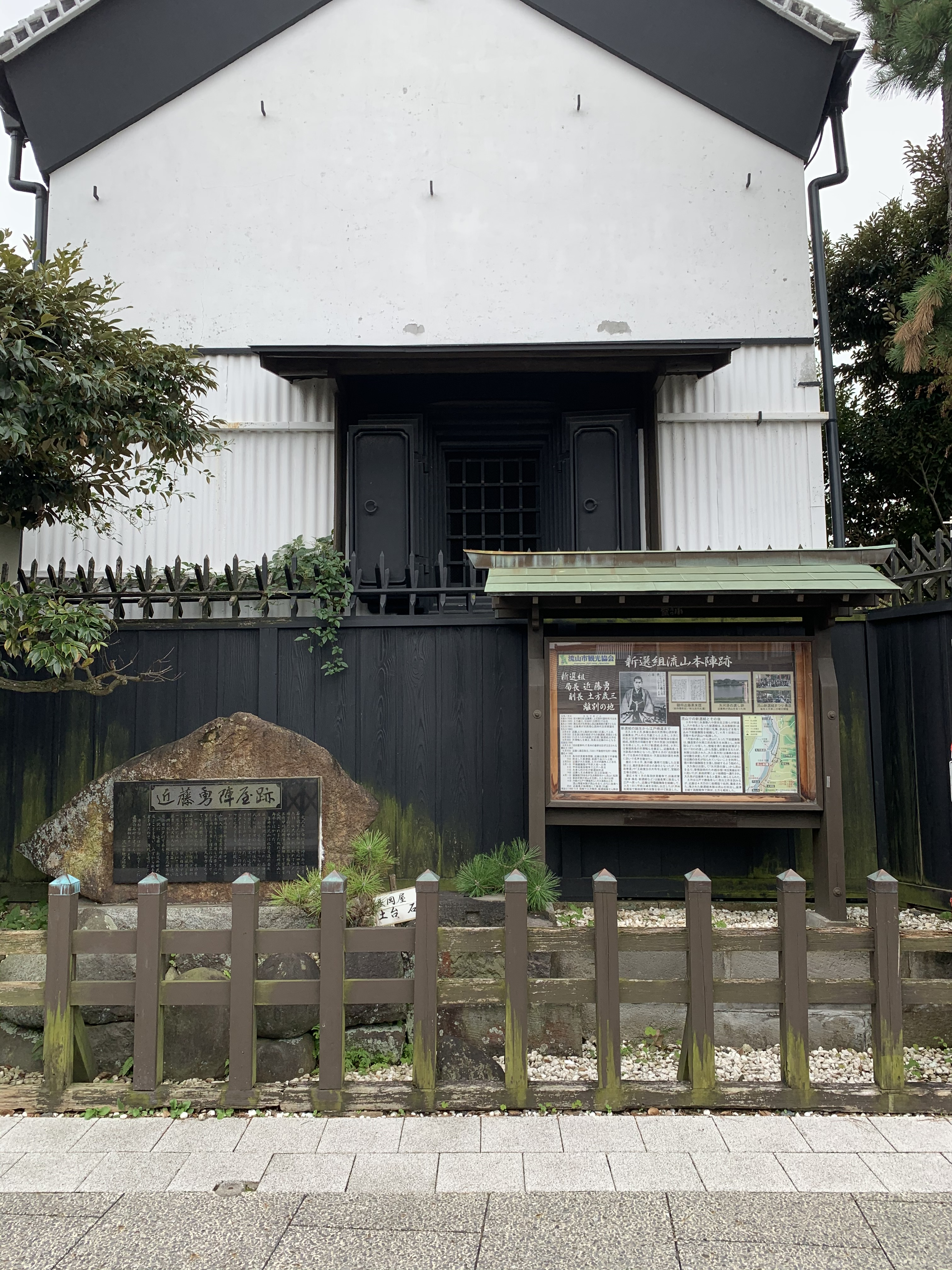
近藤勇陣屋跡

近藤勇陣屋跡（こんどういさみじんやあと）は、千葉県流山市にある、新選組局長の近藤勇が最後に構えた陣屋跡。

## 概要
鳥羽・伏見の戦いで官軍に敗れた江戸幕府軍は江戸に戻ったが、新選組局長の近藤勇は流山に移って陣を敷いた。その理由として、会津藩へ向かう途中、散らばった同志を結集して新たな部隊を編成するために官軍が手薄であった道を選んだなどの説もあるが、はっきりした理由はわかっていない。また、当時の流山は水運業と醸造業が盛んであったからともいわれる。
1868年（慶応4年）4月2日ごろ、近藤率いる部隊200人が流山村に入り、光明寺などに分宿したとされる。近藤勇など幹部たちは酒造業を営む「永岡三郎兵衛」方に陣屋を構えた。翌4月3日に流山は新政府軍により包囲されたが、最後は近藤勇が単身投降したために戦闘は起こらなかった。陣屋となった永岡屋敷は騒動後に経営不調に陥り、屋敷は秋元家に引き継がれた。2011年（平成23年）、敷地内にて幕末当時の札が発見され、近藤勇の陣屋であった「永岡家」宅跡であることが確認された。
なお、現在敷地内に建つ土蔵は近藤勇陣屋と同時期に建築されたものだが、両者に直接の関係はない。

## 歴史

### 永岡屋敷について
永岡屋敷の建築時期やその構造、解体時期については不明である。近藤勇たちが訪れた時には蔵があったが、それが永岡屋敷に当たるかは不明である。2011年（平成23年）に秋元家当主の秋元浩司が敷地内の稲荷祠から発見した、幕末当時の札が入れられていた箱の「箱書き」から、永岡屋敷であることが判明した。

### 略歴
- 1868年（慶応4年）
  - 4月1日 - 鎮撫隊200余名が五兵衛新田（現在の東京都足立区綾瀬）から流山に転陣
  - 4月2日 - 近藤勇が「永岡三郎兵衛」宅に本陣を敷く
  - 4月3日 - 新政府軍が流山を包囲し、大久保大和（近藤勇）が出頭。新選組騒動後に永岡家の醸造業は不調となるが、それによって潰れたかは不明。明治終わりに秋元家住宅土蔵が三河屋呉服店から陣跡地に移転された。
- 2018年（平成30年）
  - 5月 - 「秋元家住宅土蔵」として国登録有形文化財に登録される
  - 10月 - 土地所有者の秋元浩司から流山市に寄贈される

## 現在の陣屋跡
本陣として使われた建物は現在は取り壊され、駐車場となっている。本陣の土台石が現在の土蔵前と休憩スポットに移設され、当時の階段が流山博物館に展示されている。現在跡地にある土蔵は「秋元家住宅土蔵」である。2018年5月に国登録有形文化財に登録され、また、同年10月に所有者の秋元浩司によって流山市に寄贈された。本陣とされた建物は現存しないものの、新選組ファンなどが訪れるなど、流山市の一つの観光地として親しまれている。毎年、4月の第2日曜日になると「流山新撰組まつり・勇忌」が行われている。

## アクセス
- 所在地: 千葉県流山市流山2-109[5]
- 流鉄流山線流山駅から徒歩5分程度[6]